# ふだつきのキョーコちゃん
『ふだつきのキョーコちゃん』（ふだつきのキョーコちゃん）は、山本崇一朗による日本の漫画作品である。『ゲッサン』（小学館）において、2013年9月号から2016年7月号まで連載された。全37話で、単行本は全7巻に及ぶ。

## 概要
山本にとって初の単行本である。『からかい上手の高木さん』（以下『高木さん』）に続く、2本目の長期連載作品である。山本による他の作品である『高木さん』、『あしたは土曜日』（以下『土曜日』）は本作品と同じ舞台の中で描かれているような描写がある
尚、短編集『恋文』に収録されている『まちにまったおとなりさん』は本作のプロトタイプ的なものである旨が同作あとがきで述べられている。

## あらすじ
表裏一体シスコンコメディー。
高校では不良と恐れられている兄ケンジは、同じ高校に通う妹キョーコへの異常な執着から、シスコンであると有名であった。しかしそれは、キョーコがキョンシーであるため、問題事が起きないように心配した結果であった。ケンジは同じクラスの日々野さんに憧れをもっているが、日々野さんはケンジがシスコンであると思っているため、思いは伝わらずにいた。またキョーコには、彼女にかかわると不良の兄に何をされるかわからないとの恐れから、関わろうとするものは少なく、友達と呼べるものがいなかった。そんな中、キョーコと同学年のヒカリがキョーコと接触し、友達となる。妹がキョンシーであるという異常から、他人との関わり方が特殊であった兄妹が、お互いを気にかけながら周りの人々と過ごしていく。

## 登場人物
札月ケンジ（ふだつきけんじ）
本作品の主人公で、高校の2年2組。妹が心配で不良のふりをするシスコンヤンキーお兄ちゃん。
テストでは満点をとれるほど勉強をしているが、不良だと思われるために赤点ぎりぎりをとるようにしている。また、喧嘩を売られても負けないよう、体を鍛えている。
同じクラスである日々野ハルカ（以下「日々野さん」）に気があるものの中々想いを伝えられずにいたが、6巻での出来事を経た後に7巻で想いを伝え正式なカップルとなった。
札月キョーコ（ふだつききょーこ）
ケンジの妹。兄のケンジと同じ高校に通う1年生。
キョンシーであり、力が人間の数十倍あり、血を定期的に飲まないと動けなくなってしまう。頭に大きなリボンをしているが、これは札の役割をしており、ほどけてしまうと本能のまま血を求め、人を襲うようになってしまう。そして、リボンが取れるとすごく素直になる。血以外の物が胃に入ると動けなくなるが、血を吸うと動けるようになる。
日々野ハルカ（ひびのはるか）
ケンジのクラスメイトの女子生徒で、次期生徒会長の優等生。胸が大きい。
不良と恐れられるケンジに対し、シスコンで妹に優しいということは、他人にも優しいだろうという理由で普通に接する。前述のとおり『土曜日』『高木さん』に登場する日々野ミナは彼女の従姉妹。
ケンジから好意を寄せられているが、日々野さん自身もまた彼に対して好意を寄せており、ケンジがヒカリと付き合ってると思った時には物事が手につかなくなっていたほか、先述のケンジから告白された際は自らも好きであることを告げた。
岩原ヒカリ（いわはらひかり）
キョーコと同じ1年生の女子生徒で空手部所属。ショートの髪型で、ボーイッシュな外見や行動をしている一方で、幼い頃は「かわいい」「女の子らしい」と近所では評判だったとのことに加えて、怖がりの一面もある。
キョーコと仲良くなりたいと考え幾度か話しかけるも誰とも仲良くする気のなかったキョーコからはけんもほろろにあしらわれていたが、ケンジの介入を経てキョーコが素直に想いを伝えたことで友人となった。一方でケンジに対しては、キョーコに対する執着から距離感を抱かれていたことに加えて、その後キョーコの手足を縛ってリボンを結ぶさまを変態と勘違いしてからは彼がキョーコに近づくにつれ飛び蹴りを食らわせているが、実は嘗て真面目だった頃のケンジに対して今の彼と同一人物と知らずに想いを寄せており、偶然黒髪にさせられていたケンジを見かけたのをきっかけに告白に踏み切ろうとするも、札の外れたキョーコがうっかり同一人物であることを漏らしてしまったことから失恋してしまう。だが当人もその際に今の姿とかつての姿が重なっていたことに加えて吹っ切ったことから、後の夏祭りの際には「昔の借りがあるから」と、ケンジと日々野さんと上手くくっつくよう尽力していた。
作中には登場しないものの、不良の兄がいるが事ある毎に尻拭いさせられていたことから不良に対する反発心をもっている。
ウリウリ（うりうり）
札月兄弟が飼っているウリ坊。兄妹が通う高校の花壇を荒らしていたところを捕まえた。
ケンジ以外には懐きやすいほかキョーコの札を外してしまうことも。
リン姉
ケンジとキョーコの従姉で、曲がったことが嫌いでかつ格闘技に長けていることに加えて散々ケンジを痛い目に遭わせていたことから彼から恐れられている。
ビール3本以上で泣き上戸となるほか、男運がない節があり破局した相手や合コンに失敗した時の相手のことを引き摺る描写もある。
神藤周作
ケンジ達が通う高校の生徒会長で、ヒカリの所属する空手部の部長。「神童と呼ばれた男」を自称しているなど、気障な発言が散見される。
キョーコに気があり幾度もアプローチをかけているほか彼女の握るおにぎりが亡き祖母の握ったおにぎりの味と同じ味だと感涙しているが、キョーコ本人からは鬱陶しがられている。
ケンジに対しては不良であることから退学に追い込むことを画策しているほか、そのケンジからは日々野さんが熱を持って評価していたこともあり彼女が彼に気があるのではと疑念を抱かれていたことに加えて何度もキョーコにアプローチをかけていたことから、犬猿の仲で事ある毎に勝負を行なっている。

## 書誌情報
- 『ふだつきのキョーコちゃん』小学館〈ゲッサン少年サンデーコミックススペシャル〉、全7巻
  1. 2014年1月15日発売、ISBN 978-4091245977
  2. 2014年6月17日発売、ISBN 978-4091247605
  3. 2014年11月17日発売、ISBN 978-4091266507
  4. 2015年4月15日発売、ISBN 978-4091273895
  5. 2015年9月11日発売、ISBN 978-4091275417
  6. 2016年2月17日発売、ISBN 978-4-09-127018-4
  7. 2016年7月17日発売、ISBN 978-4-09-127353-6